# Ratusz w Lubaniu
Ratusz w Lubaniu – zabytkowy ratusz wzniesiony w latach 1539-1543 w stylu renesansowym, później był kilkakrotnie przebudowywany. Po zniszczeniu w roku 1945 został zrekonstruowany w latach 1962-1972. Obecnie ratusz jest siedzibą muzeum regionalnego, biblioteki i USC. 

## Historia
Ratusz w Lubaniu został wzniesiony w latach 1539-1543 przez Hansa Lindera. Po kilku pożarach został odbudowany w latach 1764-1783, a w roku 1810 był restaurowany. Podczas działań wojennych w roku 1945 został zniszczony, a w latach 1962-1972 został odbudowany, kiedy to zrekonstruowano jego renesansową architekturę.

Decyzjami wojewódzkiego konserwatora zabytków z dnia 29 marca 1949 i 22 listopada 1956 roku ratusz został wpisany do rejestru zabytków. 

## Architektura
Ratusz jest budynkiem trzykondygnacyjnym, wzniesionym na planie prostokąta i nakrytym dachem czterospadowym. Od wschodu jest sklepiony przejazd uliczny, nad którym na wysokości pierwszego i drugiego piętra są pomieszczenia. Po stronie zachodniej stoi wieża, w dolnej części czworoboczna, wyżej przechodząca w ośmiobok zakończony metalową balustradą. Powyżej balustrady jest barokowy hełm z prześwitem i iglicą. Na ścianie frontowej ratusza są dwa portale, należące do najciekawszych dzieł śląskiego renesansu. Na wysokości trzeciego piętra jest okazała tarcza zegarowa, flankowana parą pilastrów z głowicami tokańskimi, podtrzymujące belkowanie z ozdobnym fryzem. Okna są ujęte w renesansowe obramienia, wykonane podobnie jak portale i gzymsy z jasnego piaskowca. Wnętrza ratusza mieszczą sale ze sklepieniami krzyżowymi i kolebkowymi, wspartymi na filarach. Obecnie budynek jest siedzibą muzeum regionalnego, biblioteki i USC.

## Galeria

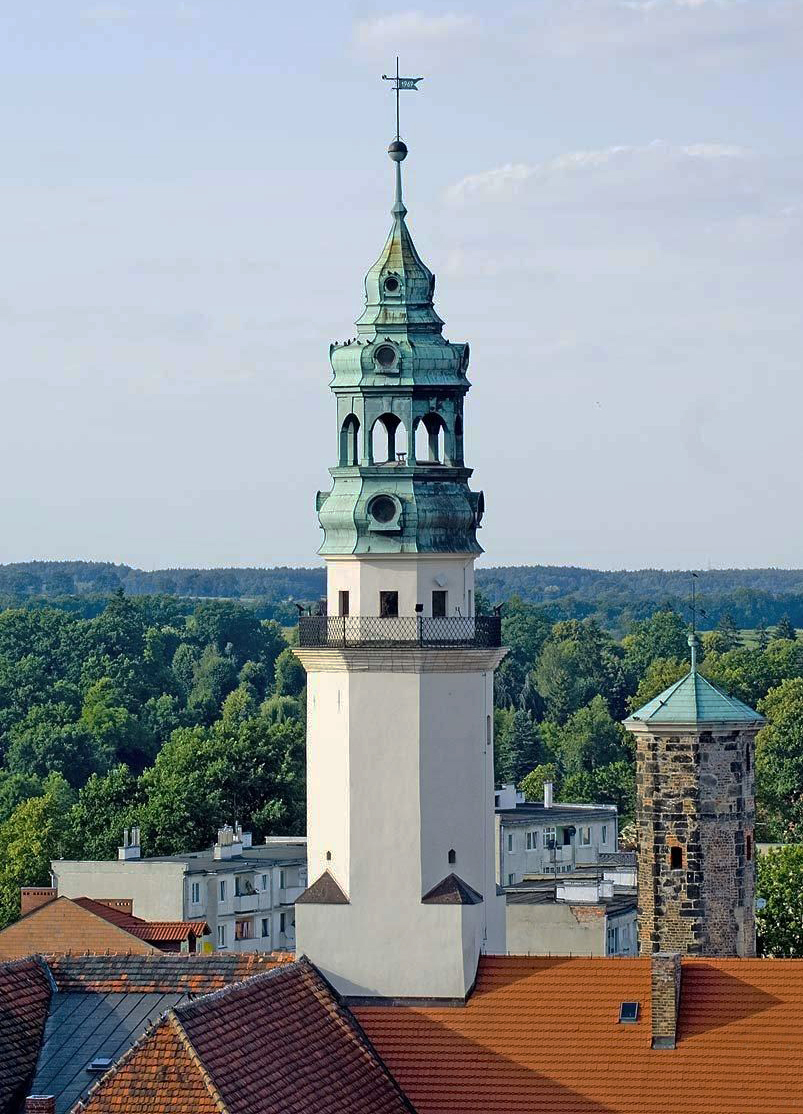
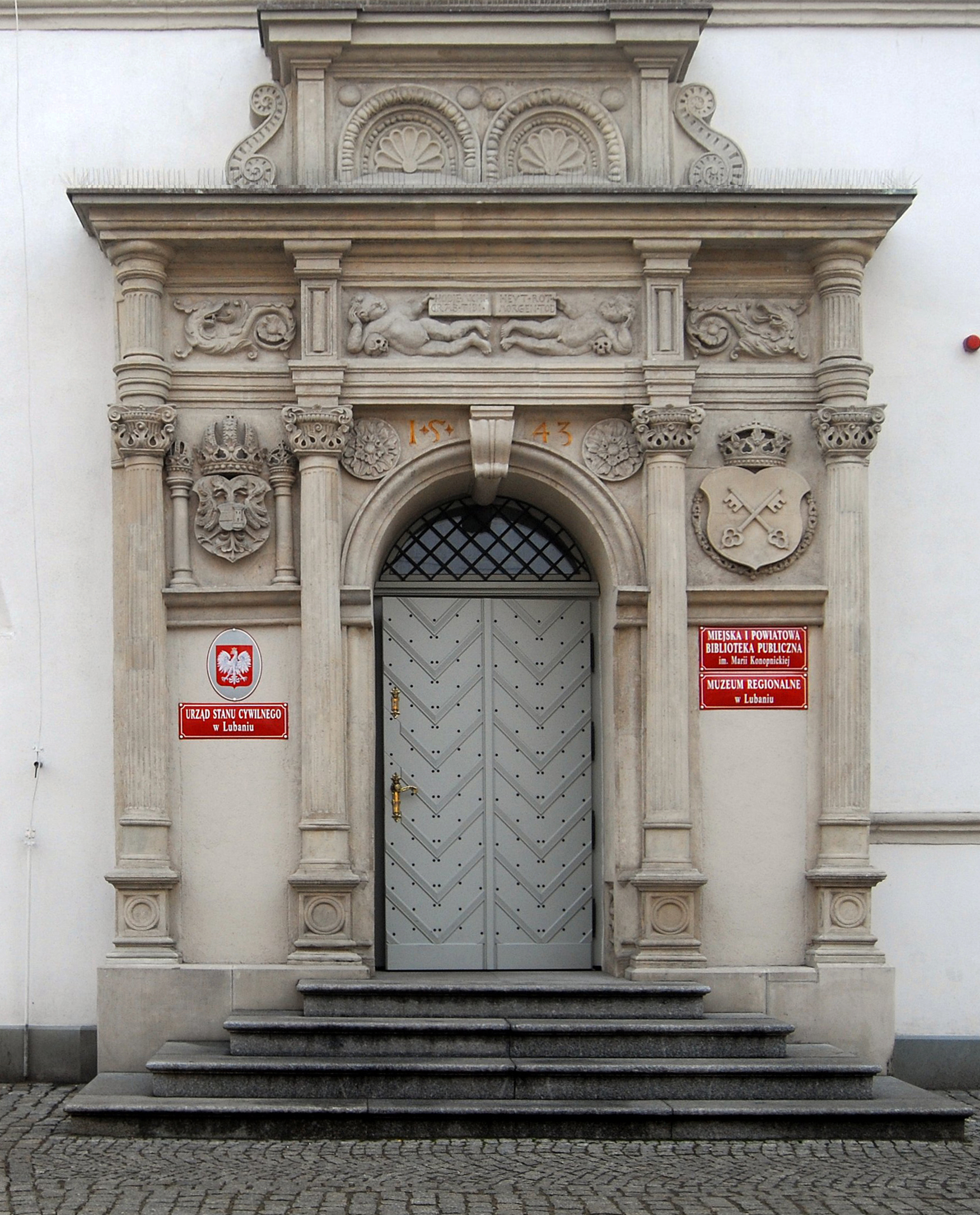
Portal (1543) z herbami Ferdynanda I i Lubania
Herb Ferdynanda I
Herb Lubania
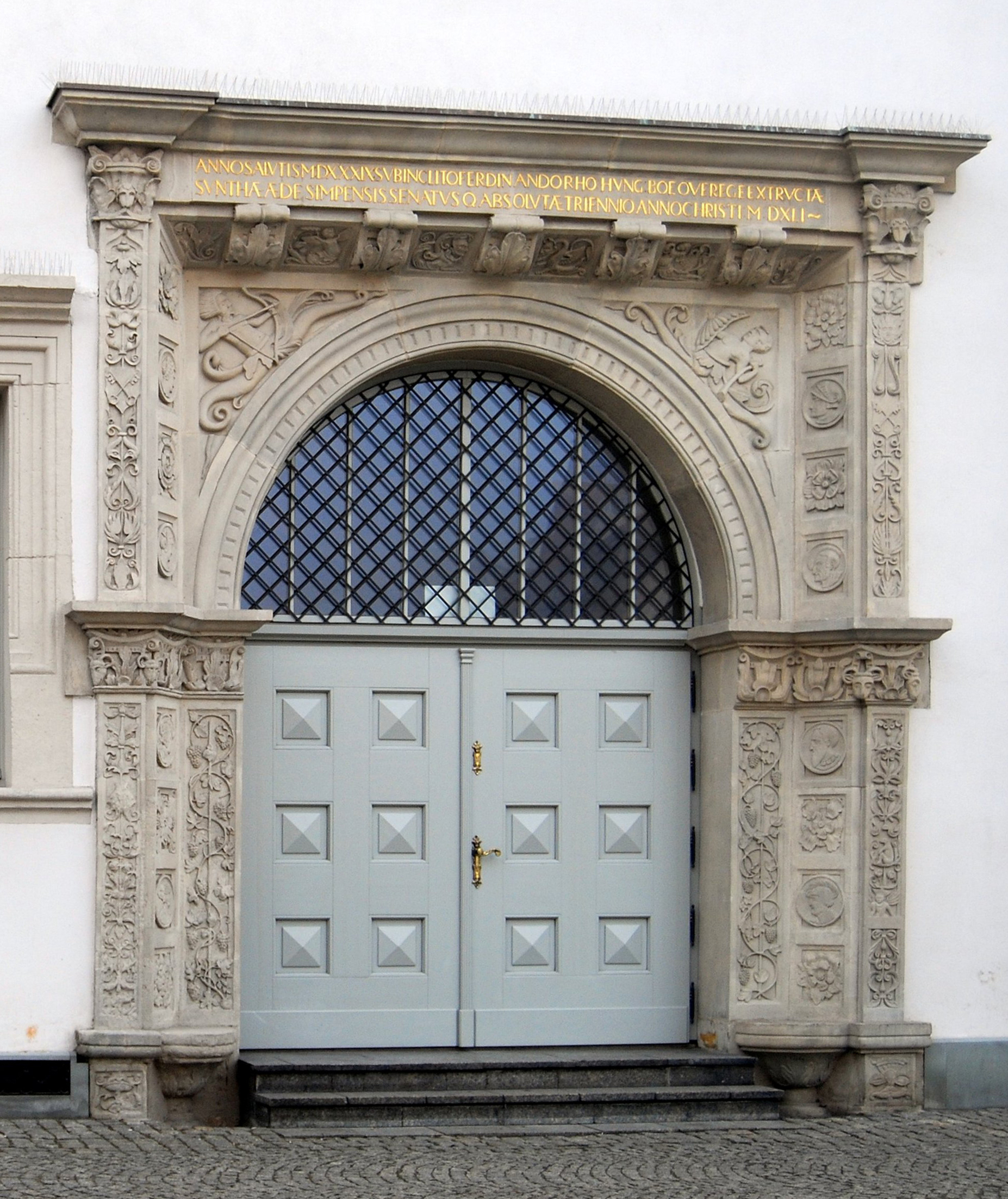
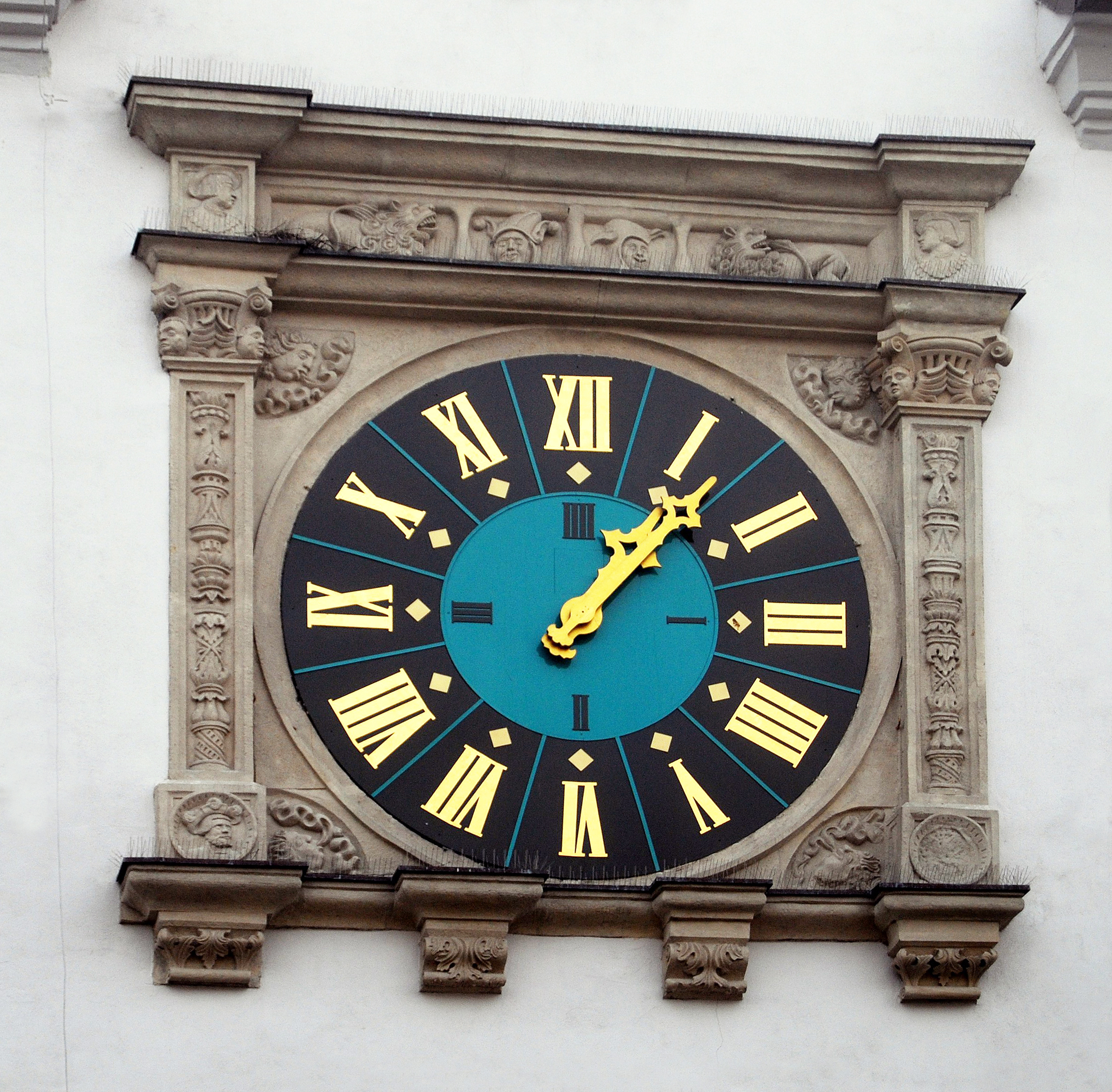
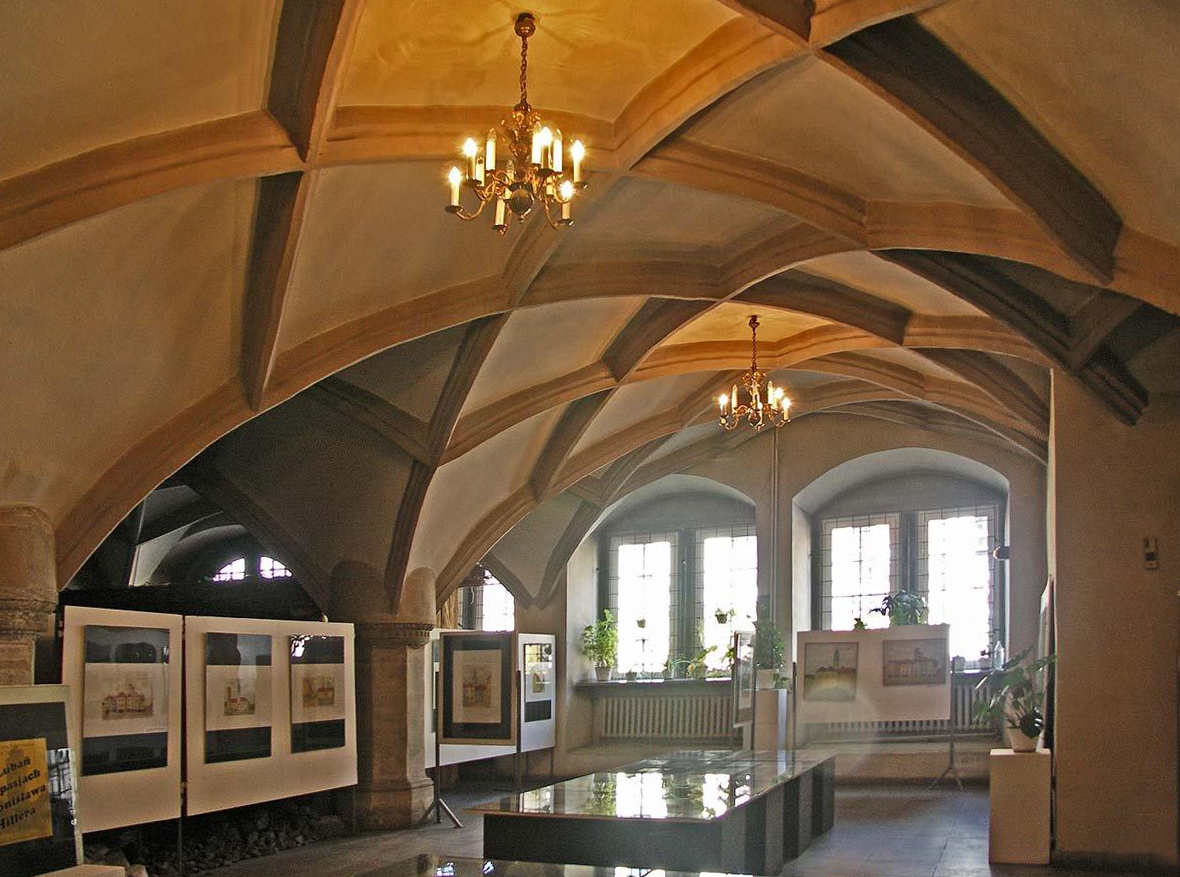
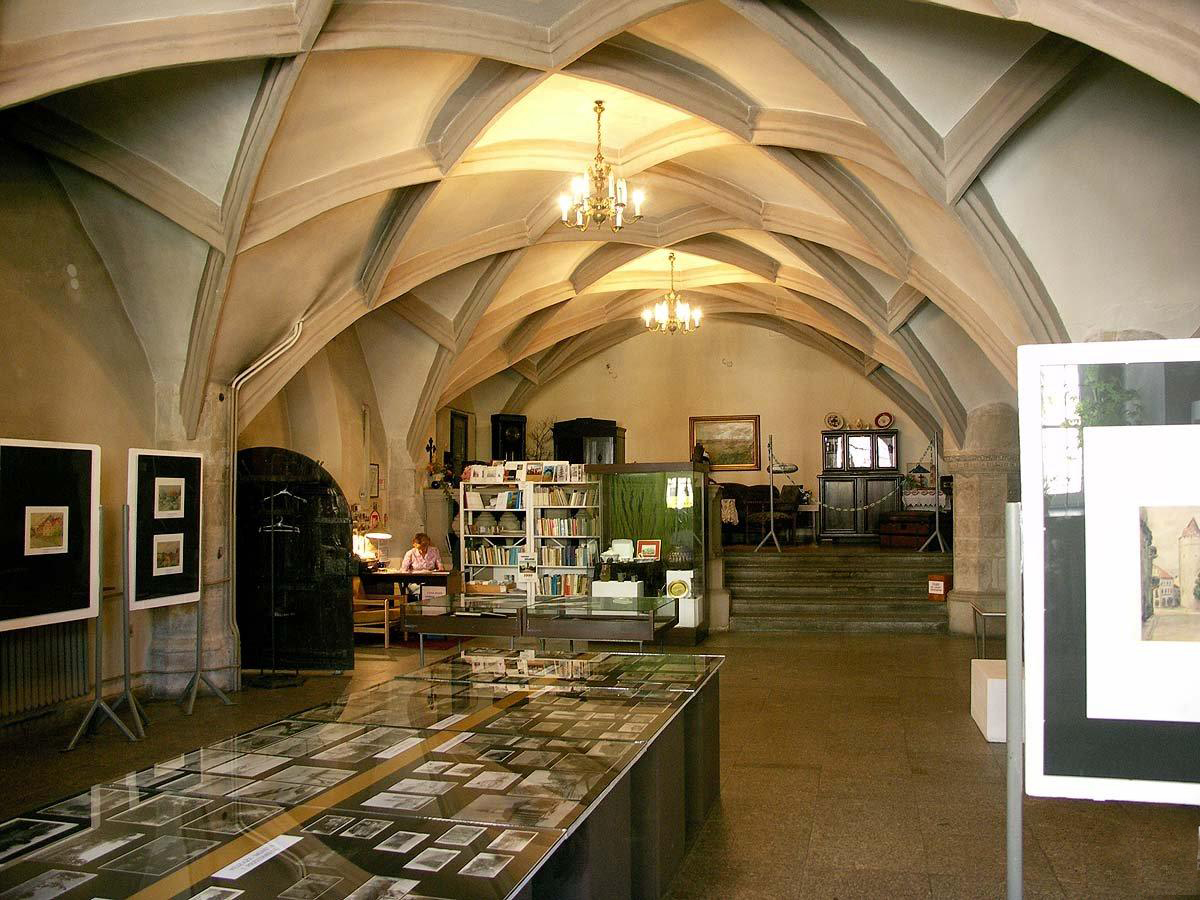